# Quadratura (astronomia)
La quadratura è la posizione orbitale di un pianeta con un angolo di 90° rispetto al Sole e alla Terra. Un pianeta è in quadratura quando la direzione Sole-Terra forma un angolo di 90° con la direzione Terra-pianeta.
Si dice invece semiquadratura la posizione orbitale per un angolo di 45°.

## Luna, pianeti interni, pianeti esterni
Nel caso della Luna, la fase di quadratura è prossima, ma non esattamente uguale, con le fasi di primo quarto e l'ultimo quarto di luna, quando cioè la percentuale di superficie illuminata è il 50%. In effetti alle due quadrature la fase lunare sarà leggermente oltre il primo quarto o leggermente prima dell'ultimo quarto.
Anche i pianeti esterni presentano una fase di quadratura, che tuttavia non provoca gli stessi effetti di quadratura della luna.
I pianeti interni invece non possono entrare in quadratura poiché essendo "interni" la loro massima elongazione non può mai raggiungere i 90°.

## Storia
Il primo che sfruttò la fase di quadratura della luna per determinare la distanza Terra-Sole fu Aristarco da Samo.